# ياسمين يازيجي
ياسمين يازيجي هي ممثلة وعارضة أزياء تركية ولدت في (8 سبتمبر 1997).

## الحياة الشخصية
درست ياسمين يازجي الرقص والغناء بالإضافة إلى تعليم الإلقاء والتمثيل في مدرستي Dialog و Pera للفنون الجميلة. خلال سنوات دراستها، اعتلت المسرح بمسرحيات "King Oedipus" و "Antigone" و "A Midsummer Night's Dream" و "Lysistrata" و "Faust (vol. I)" و "Hugo System" و "Separation" في اللغات التركية والفرنسية والإنجليزية.
تخرجت من كلية لندن للاقتصاد، قسم الأنثروبولوجيا الاجتماعية. بعد تخرجها من الجامعة، درست التمثيل مرة أخرى في أكاديمية لندن للموسيقى والفنون المسرحية. بعد عودتها إلى تركيا، شاركت في برنامج شهادة «ورشة التمثيل العملية» في أكاديمية إسطنبول للأفلام، حيث تم تدربت مع أساتذة المجال مثل إيزل أكاي ودنيز أولمز.

## أعمالها
- مسلسل الصيف الأخير
- مسلسل السبورة السوداء
- فيلم أساليب الحب

## روابط خارجية
ياسمين يازيجي على موقع قاعدة بيانات الأفلام على الإنترنت